# Вольфэгг
Вольфэгг (нем. Wolfegg) — коммуна в Германии, курорт, расположен в земле Баден-Вюртемберг. 
Подчиняется административному округу Тюбинген. Входит в состав района Равенсбург.  Население составляет 3447 человек (на 31 декабря 2010 года). Занимает площадь 39,49 км².